# Водна маса

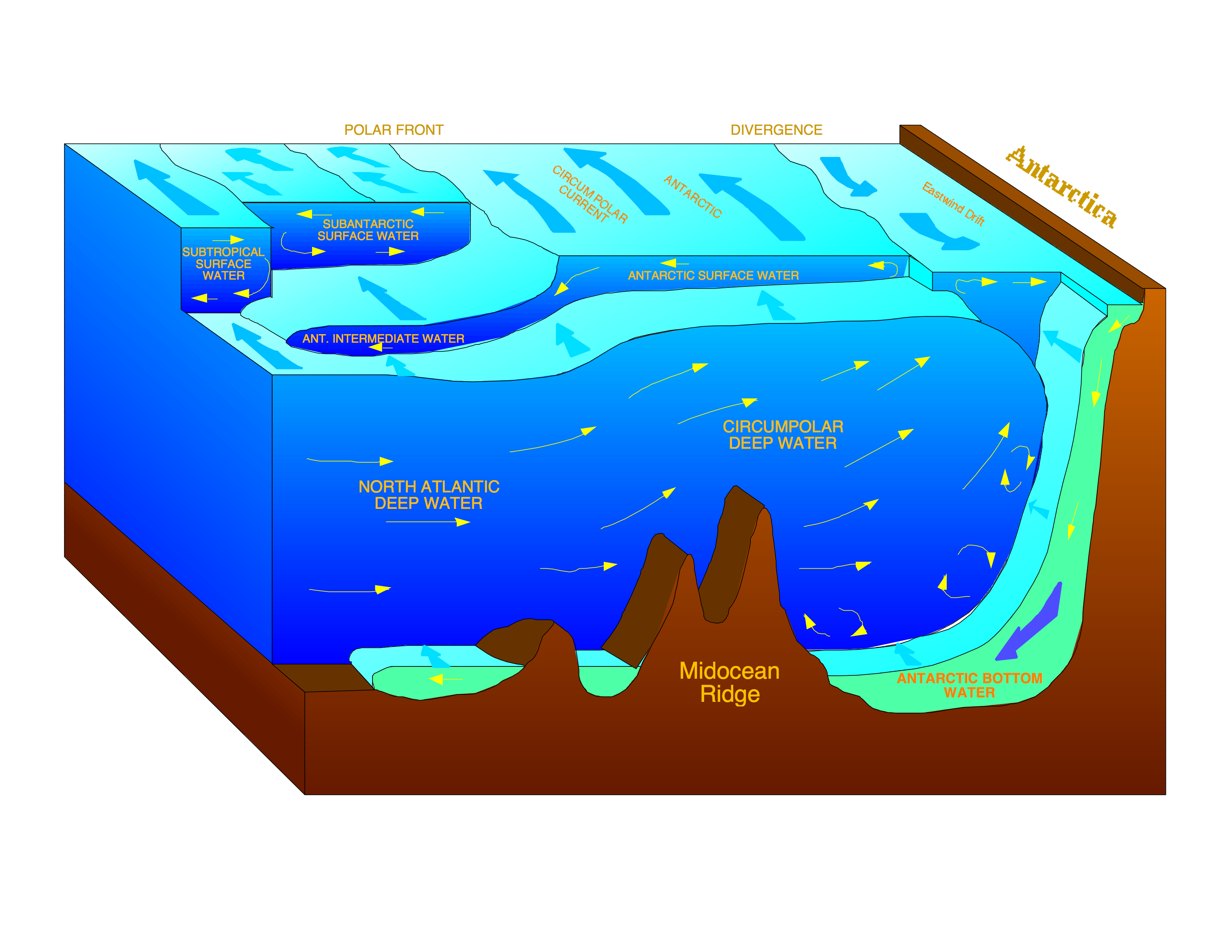
Приклад диференціації водної товщі Південного океану на різні водні маси

В́одна м́аса (англ. Water mass) — значний обсяг морської води, що формується в певній акваторії Світового океану під впливом певних геофізичних факторів. Водна маса характеризується постійним та неперервним розподілом фізико-хімічних та біологічних властивостей впродовж тривалого часу. Усі компоненти водної маси утворюють певний єдиний комплекс, що може змінюватись або переміщуватись як одне ціле. На відміну від повітряних мас, для водних мас досить важливу роль грає вертикальна зональність.
Головні характеристики водних мас:
- температура води,
- солоність,
- вміст біогенних солей (фосфати, силікати, нітрати),
- вміст розчинених газів (кисень, вуглекислий газ).

Характеристики водних мас не залишаються незмінними постійно, вони в певних межах коливаються сезонно та багаторічно. Між водними масами не існує чітких кордонів, замість того — перехідні зони взаємного впливу. Найяскравіше це можна спостерігати на межі теплих та холодних морських течій.
Основними факторами формування водних мас є тепловий і водний баланси регіону.
Водні маси досить активно взаємодіють з атмосферою. Вони віддають їй тепло та вологу, біогенний та механічний кисень, а з неї засвоюють вуглекислий газ.

## Класифікація
Розрізняють первинні та вторинні водні маси. До перших відносять ті, характеристики яких формуються під впливом земної атмосфери. Вони характеризуються найбільшою амплітудою змін своїх властивостей в певному обсязі водної товщі. До вторинних водних мас відносять ті, що формуються під впливом перемішування первинних. Вони характеризуються найбільшою гомогенністю.

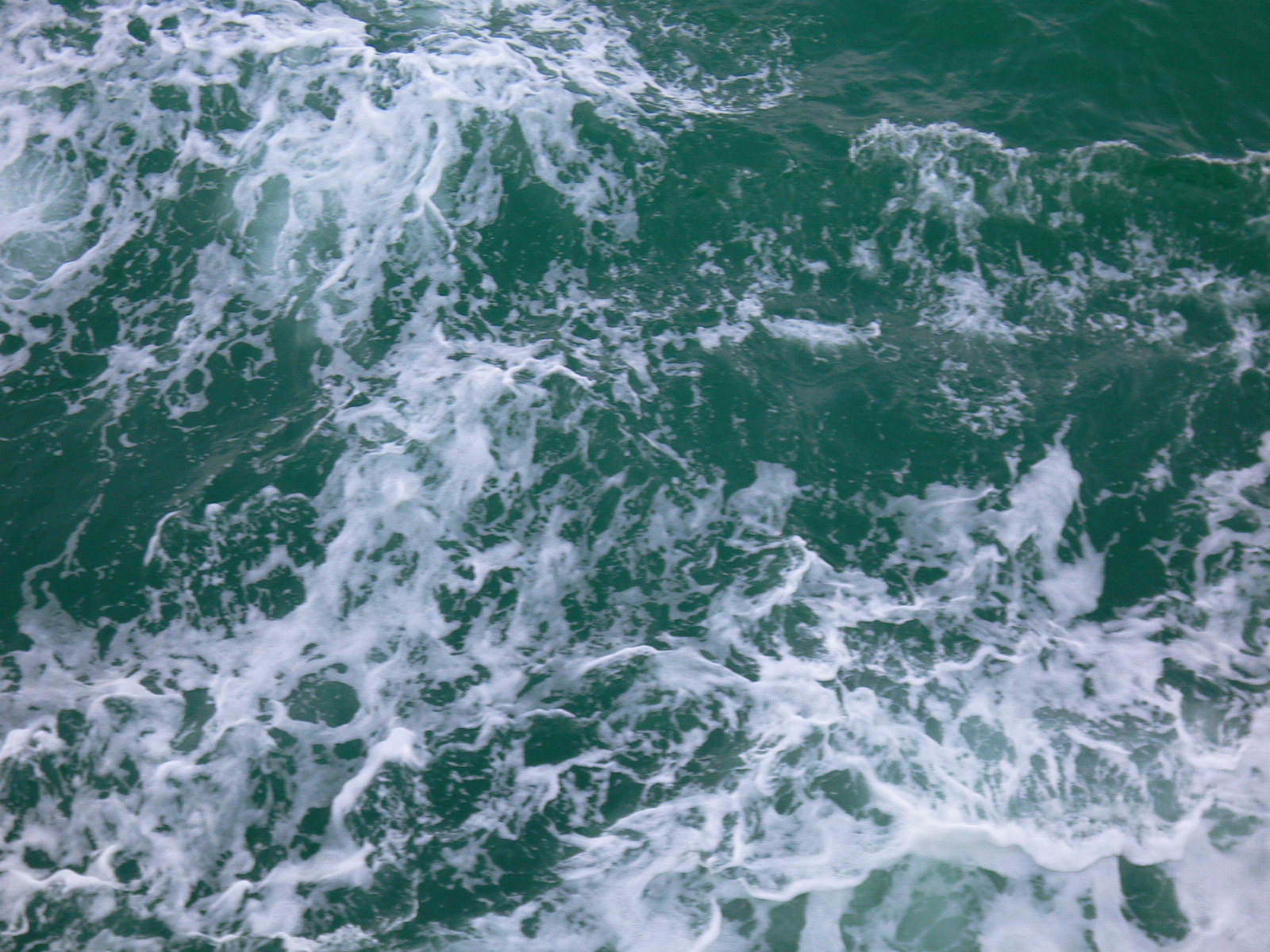
Поверхневі водні маси

За глибиною та фізико-географічними властивостями виділяють наступні види водних мас:
- поверхневі - наймінливіші за своїми характеристиками і найрухливіші, тому що весь час знаходяться в контакті з атмосферою. Товщина шару поверхневих водних мас коливається в межах 200 - 250 м. 
  - поверхневі (первинні) — до глибин 150–200 м,
  - підповерхневі (первинні та вторинні) — від 150–200 м до 400–500 м;
- проміжні (первинні та вторинні) — серединний шар океанічних вод товщиною близько 1000 м, на глибинах від 400–500 м до 1000–1500 м, температура якого лише на декілька градусів вища за точку замерзання води; постійна межа між поверхневими та глибинними водами, що перешкоджає їхньому перемішуванню. Відзначаються в полярних областях підвищеною температурою, а в помірних і тропічних широтах - зниженою або підвищеною солоністю. У них також виділяється ряд підтипів. Основна частина проміжних вод формується шляхом трансформації поверхневих вод, що опускаються в зоні субполярної конвергенції. Вони переміщуються з меншими швидкостями, ніж поверхневі води, і головним чином у напрямку від субполярних областей до екватора. У північних частинах Атлантичного та Індійського океанів проміжні води утворюються на поверхні в областях високого випаровування. Завдяки цьому випаровуванню поверхневі води робляться надмірно солоними і щільнішими. У результаті вони занурюються і стають проміжними водними масами. У цих районах проміжні водні маси формуються також у результаті стоку в океан надмірно солоних вод із Середземного і Червоного морів.
- глибинні (вторинні) на глибинах від 1000–1500 м до 2500—3000 м. Утворюються у високих широтах в результаті перемішування поверхневих і проміжних водних мас і охолодження їх на шельфах. Через низьку температуру вони дуже щільні, тому сповзають шельфом, потім материковим схилом і розтікаються в улоговинах у напрямку до екватора. Температури глибинних вод 3 - 5 °С, солоність до 35 ‰.
- придонні (вторинні) — глибше за 3 км. Відрізняються найнижчими температурами і найбільшою щільністю. Вони утворюються за рахунок подальшого опускання глибинних вод і головним чином завдяки охолодженню вод на шельфах Арктики та Антарктики. Ці води випробовують значні горизонтальні пересування, утворюючи на дні систему донних абісальних течій, загальний напрямок яких у більшій мірі контролюється рельєфом дна.

## Поширення
Для усіх океанів характерні власні водні маси. У Тихому океані: Північна тропічна, Північна центрально-субтропічна, Південна тропічна та інші поверхневі водні маси; Північна і Південна субтропічні та інші підповерхневі; Північна та Південна тихоокеанські проміжні; Тихоокеанські глибинні водні маси. В Атлантиці: Північна та Південна тропічні, Гольфстрим та інші поверхневі; Північна та Південна субтропічні підповерхневі; Північна та Південна атлантичні проміжні водні маси та інші; Середземноморська глибинна.

## Типи поверхневих водних мас

### Екваторіальні
Впродовж усього року екваторіальні води сильно прогріваються сонцем, що знаходиться в зеніті. Товщина шару — 150–300 м. Горизонтальна швидкість переміщення становить від 60-70 до 120–130 см/с. Вертикальне перемішування відбувається зі швидкістю 10−2 10−3 см/с. Температура вод становить 27°…+28°С, сезонна мінливість невелика 2 °C. Середня солоність від 33-34 до 34-35 ‰, нижча, ніж в тропічних широтах, бо численні річки та сильні щоденні зливи досить сильно впливають, опріснюючи верхній шар води. Умовна густина 22,0-23,0. Вміст кисню 3,0-4,0 мл/л; фосфатів — 0,5-1,0 мкг-ат/л.

### Тропічні
Товщина шару — 300–400 м. Горизонтальна швидкість переміщення становить від 10-20 до 50-70 см/с. Вертикальне перемішування відбувається зі швидкістю 10−3 см/с. Температура вод становить від 18-20 до 25-27°С. Середня солоність 34,5-35,5 ‰. Умовна густина 24,0-26,0. Вміст кисню 2,0-4,0 мл/л; фосфатів — 1,0-2,0 мкг-ат/л.

### Субтропічні
Товщина шару — 400–500 м. Горизонтальна швидкість переміщення становить від 20-30 до 80-100 см/с. Вертикальне перемішування відбувається зі швидкістю 10−3 см/с. Температура вод становить від 15-20 до 25-28°С. Середня солоність від 35-36 до 36-37 ‰. Умовна густина від 23,0-24,0 до 25,0-26,0. Вміст кисню 4,0-5,0 мл/л; фосфатів — <0,5 мкг-ат/л.

### Субполярні
Товщина шару — 300–400 м. Горизонтальна швидкість переміщення становить від 10-20 до 30-50 см/с. Вертикальне перемішування відбувається зі швидкістю 10−4 см/с. Температура вод становить від 15-20 до 5-10°С. Середня солоність 34-35 ‰. Умовна густина 25,0-27,0. Вміст кисню 4,0-6,0 мл/л; фосфатів — 0,5-1,5 мкг-ат/л.

### Полярні
Товщина шару — 100–200 м. Горизонтальна швидкість переміщення становить від 5-10 до 30-50 см/с. Вертикальне перемішування відбувається зі швидкістю 10−3 10−4 см/с. Температура вод становить від 0-5 до −1,8°С. Середня солоність 32-34 ‰. Умовна густина 27,0-28,0. Вміст кисню 5,0-7,0 мл/л; фосфатів — 1,5-2,0 мкг-ат/л.

## Дослідження
При вивченні водних мас використовують методику Т, S-кривих та ізопікнічний метод, що дозволяють встановлювати гомогенність температури, солоності та інших фізико-хімічних показників на кривій вертикального розподілу.